# Pralatrexato
El pralatrexato, vendido bajo la marca Folotyn, es un medicamento para tratar el linfoma periférico de células T.  Se utiliza cuando otros tratamientos han fracasado.  Este medicamento se administra mediante inyección en una vena. 
Los efectos secundarios de este medicamento incluyen inflamación de la boca, niveles bajos de plaquetas, náuseas y cansancio;  otros efectos secundarios pueden incluir erupción cutánea, síndrome de lisis tumoral, problemas hepáticos y supresión de la médula ósea .  El uso de este medicamento  durante el embarazo puede dañar al bebé.  Es un inhibidor de la dihidrofolato reductasa . 
El medicamento fue aprobado para uso médico en los Estados Unidos en  el 2009.  Su aprobación fue rechazada en Europa en 2012 debido a pruebas insuficientes de sus beneficios.  En Estados Unidos, 60 mg de medicamento cuestan unos 18.000 dólares estadounidenses. 